# Farallonophilus cavernicolus
Farallonophilus cavernicolus är en insektsart som beskrevs av Rentz, D.C.F. 1972. Farallonophilus cavernicolus ingår i släktet Farallonophilus och familjen grottvårtbitare. Inga underarter finns listade i Catalogue of Life.